# Шовен, Этьенн
Этьен Шовен (18 апреля 1640, Ним — 6 апреля 1725, Берлин) — французский протестантский богослов и философ
.

## Биография
Был рукоположён в священники в мае 1663 года, после чего служил пастором в ряде коммун.
Бежал из Франции после отмены Нантского эдикта, после чего поселился в Нидерландах и в течение нескольких лет служил при валлонской церкви в Роттердаме. В 1688 году он временно занял в этом же городе кафедру философии, заменив тяжело заболевшего Бейля. В 1695 году был приглашён курфюрстом Бранденбурга на должность пастора и профессора философии. Позже стал инспектором французского колледжа в Берлине, заслужив репутацию сторонника картезианства и знатока физики.
Главные работы: «Theses de cognitione Dei»; «Lexicon nationale, sive Thesaurus philosophicus ordine alphabetico digestus» (Роттердам, 1692 и Лейварден, 1713); «Nouveau journal des savants» (Роттердам, 1694; Берлин, 1698; 4 тома в 8 выпусках); «De nova circa vapores hypothesi» (в «Miscellanea Berolinensia»).